# Matrimonio tra cugini

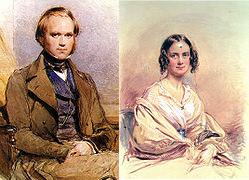
Charles Darwin e sua moglie Emma erano cugini di primo grado

Il matrimonio tra cugini è la pratica di contrarre matrimonio tra persone con un nonno in comune o tra persone che condividono un altro antenato relativamente recente. La percezione di questo tipo di matrimoni varia di molto: essi passano dall'essere considerati come un'unione ideale e venire incoraggiati al non essere pratica comune benché legale, all'essere visti come incestuosi e legalmente proibiti. Sebbene siano stigmatizzati negli Stati Uniti, restano una pratica relativamente comune in Medio Oriente, dove in alcune nazioni rappresentano la metà di tutti i matrimoni. A livello globale, più di un matrimonio su dieci è contratto tra cugini di primo o secondo grado.
Un tipo di matrimonio tra cugini che è stato considerato lecito in molte culture è quello tra cugini incrociati (figli/e di fratelli germani di diverso sesso). Era infatti pratica comune in passato tra le popolazioni indigene dell'Australia, dell'America del Nord e del Sud e le tribù polinesiane. Religioni diverse hanno ed hanno avuto prescrizioni in materia diametralmente diverse, che spaziano dal proibire il matrimonio tra cugini di grado fino al sesto al permettere quello tra cugini di primo grado. Il matrimonio tra cugini è un importante argomento dell'antropologia e della teoria dell'alleanza.
Figli nati da matrimoni tra cugini di primo grado sono esposti ad un rischio di malattie genetiche doppio rispetto alla popolazione normale (sebbene gli scienziati sostengano che questo pericolo sia relativamente piccolo, stimabile in un 6%, in confronto ad uno del 3% per figli di genitori non imparentati). I sostenitori del matrimonio tra cugini nel mondo occidentale potrebbero vedere le leggi che lo proibiscono come discriminatorie, mentre i detrattori potrebbero invocare questioni morali o altri argomenti.

## Situazione legale
Legale
     Restrizioni o eccezioni
     Legale a seconda della religione o della cultura
     Illegale ma non perseguibile
     Illegale tranne alcune eccezioni
     Perseguibile
     Sconosciuto